# Гиват-Нили
Гиват-Нили (ивр. גבעת ניל"י‎) — мошав, расположенный в Хайфском округе Израиля. Мошав расположен на высоте 137 метров над уровнем моря, около города Зихрон-Яаков недалеко от Вади-Ара и административно входит в региональный совет Алона.

## Создание
Мошав был основан в 1953 году репатриантами из Ирака, Турции и Туниса, и назван в честь подпольной организации Нили, действовавшей против Османской империи в период Первой мировой войны.

## Население
По данным Центрального статистического бюро Израиля, население на начало 2020 года составляло 730 человек.